# Frakcja Lewicowa
Frakcja Lewicowa (hebr.: סיעת שמאל) – izraelska efemeryczna partia polityczna działająca w latach 50. XX wieku.

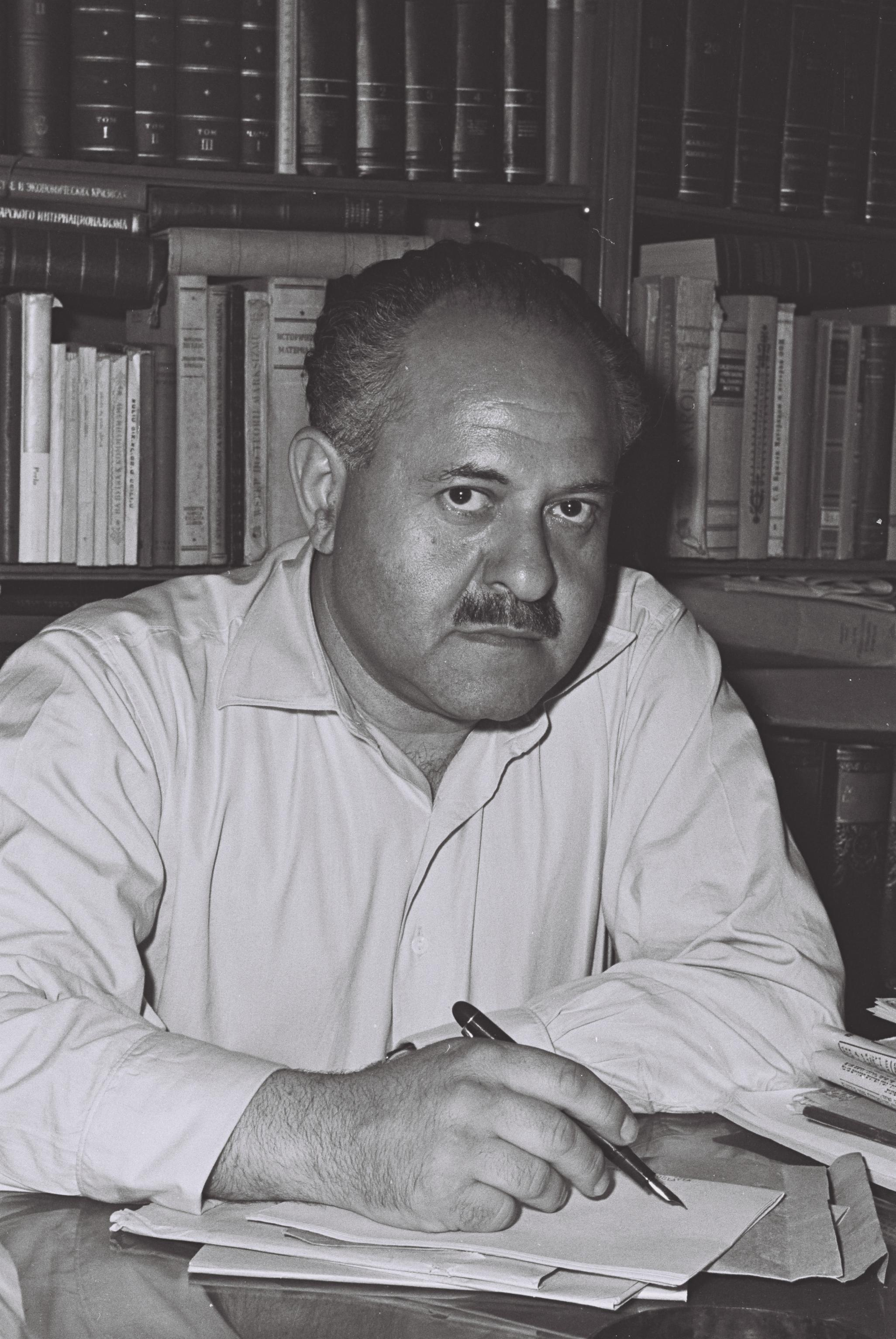
Mosze Sneh

Frakcja powstała podczas drugiej kadencji Knesetu, kiedy 20 lutego 1952 Mosze Sneh, Rustam Bastuni i Awraham Berman opuścili Mapam. Ugrupowanie przetrwało do 1 listopada 1954 kiedy Sneh i Berman dołączyli do Komunistycznej Partii Izraela (Maki), zaś Bastuni powrócił do Mapam.